# 茶臼塚古墳 (八女市)
茶臼塚古墳（ちゃうすづかこふん）は、福岡県八女市宅間田にある古墳。形状は円墳。八女古墳群を構成する古墳の1つ。国の史跡に指定されている（史跡「八女古墳群」のうち）。
直径24m・高さ5.3mを測る。周囲の様子から周濠・周堤が存在した可能性もあるが、はっきりしない。
盗掘が激しく、墳丘中央部が陥没しており内部主体は不明であるが、横穴式石室であったと考えられる。
発掘調査は行われていないが、過去に採集された須恵器や円筒埴輪から、6世紀後半頃の築造とみられる。

## 文化財

### 国の史跡
- 茶臼塚古墳（史跡「八女古墳群」のうち）
1978年（昭和53年）3月24日、既指定の史跡「岩戸山古墳」・「乗場古墳」・「石人山古墳」・「善蔵塚古墳」の4件を統合、丸山塚古墳・丸山古墳・茶臼塚古墳を追加指定して、「八女古墳群」に名称変更[3]。